# Maximale geluidsdruk
De maximale geluidsdruk die kan worden bereikt met "normaal" geluid is 190 dB (decibel). 
De reden hiervan is dat 190 dB overeenkomt met de atmosferische druk. Een sinusvormige geluidsgolf bestaat uit een oscillatie boven en onder de evenwichtstoestand, de atmosferische druk. De amplitudes naar boven en beneden zijn daarbij aan elkaar gelijk. Vanaf het moment dat een geluidsniveau van 190 dB wordt bereikt, nadert de oscillatie naar beneden het vacuüm, met druk gelijk aan nul. Een lagere druk is niet mogelijk. Zodra dit moment wordt bereikt treden er hierdoor enorme vervormingen op, en is de geluidsgolf niet meer sinusvormig.
Een ander effect dat een rol gaat spelen bij zulke hoge geluidsdrukken, zijn lokale temperatuureffecten. De geluidssnelheid is een functie van de temperatuur, die op haar beurt weer een functie van de druk is. Als de druk erg laag wordt, dan wordt de temperatuur ook momentaan erg laag. Ditzelfde geldt omgekeerd ook in de toppen van de geluidsdruk, de temperatuur wordt dan heel hoog. Daardoor gaat er temperatuur uitwisseling plaatsvinden met nabijgelegen lucht. In plaats van een mooie sinusvormige trilling, zoals die bij lage drukken mogelijk zijn, treden hierdoor niet-lineariteiten en schokken op. 
Bij een explosie kan natuurlijk wel - bliksemsnel- een hogere geluidsdruk optreden dan 190 dB.